# Julius Lenzmann
Julius Lenzmann (* 8. November 1843 in Hagen; † 21. März 1906 in Berlin) war ein deutscher Jurist und linksliberaler Politiker.

## Leben
Lenzmann begann zunächst ein Medizinstudium in Würzburg. Er wechselte zu den Rechtswissenschaften und studierte in Bonn und Berlin. Während seines Studiums wurde er 1863 Mitglied der Burschenschaft Arminia Würzburg und der Burschenschaft Alemannia Bonn. Im Jahr 1866 trat er als Auskultator in den preußischen Justizdienst ein. Im Jahr 1868 war er Referendar und 1870 Assessor. In den Jahren 1870/71 nahm Lenzmann am Deutsch-Französischen Krieg teil. Zwischen 1871 und 1873 war er Kreisrichter in Bochum und danach in Lüdenscheid. Lenzmann war Mitglied zunächst der Fortschrittspartei, später der Freisinnigen Partei. Zwischen 1885 und 1895 war er Mitbegründer und zusammen mit Adolph Phillips einer der Vorsitzenden der Demokratischen Partei. Außerdem war er Mitherausgeber der „Demokratischen Blätter“. Die kleine und letztlich erfolglose Partei sollte nach Lenzmann Meinung vor allem der Politik von Otto von Bismarck angreifen und „darauf hinzuwirken, dass das ganze Volk sich in Opposition zu dem Kanzler stelle.“ Die im Dienste von Otto von Bismarck stehende Zeitung Neueste Mitteilungen positionierte die Partei von Lenzmann zwischen den Freisinnigen und der SPD. Von den der Freisinnigen Partei unterschied sich die Richtung von Lenzmann insbesondere dadurch, dass sie staatliche Maßnahmen zur Lösung der sozialen Frage befürwortete.
Nach dem Scheitern der demokratischen Partei gehörte Lenzmann der Freisinnigen Volkspartei an. Dem Reichstag gehörte er zunächst von 1874 bis 1887 und erneut zwischen 1893 und 1906 an. Sein Hauptinteressenschwerpunkt waren juristische Fragen. Unter anderem hat er die Entschädigung zu Unrecht Verurteilter gefordert. Er engagierte sich aber auch für Reformen in der Psychiatrie. So kritisierte er die Praxis missliebige nicht wirklich psychisch kranke Personen in den Anstalten zu isolieren. Im kommunalpolitischen Bereich war Lenzmann Stadtverordneter und unbesoldeter Stadtrat in Lüdenscheid sowie Mitglied im Kreistag des Kreises Altena. Er war auch Mitbegründer des Sportvereins TUS Jahn-Lüdenscheid. Seit 1884 arbeitete Lenzmann hauptberuflich als Rechtsanwalt und Notar in Lüdenscheid und Hagen. Im Jahr 1885 war er neben anderen bekannten Juristen Anwalt führender SPD-Mitglieder, die im Zusammenhang mit dem Sozialistengesetz angeklagt waren, in dem großen Prozess in Chemnitz. Im Prozess selbst trat er aber nicht auf.